# Энергетика Кабардино-Балкарии
Энергетика Кабардино-Балкарии — сектор экономики региона, обеспечивающий производство, транспортировку и сбыт электрической и тепловой энергии. По состоянию на ноябрь 2020 года, на территории Кабардино-Балкарии эксплуатировались 10 электростанций общей мощностью 220,1 МВт, в том числе восемь ГЭС и две тепловые электростанции. В 2018 году они произвели 411,9 млн кВт·ч электроэнергии. Особенностью энергетики региона является очень высокая доля гидрогенерации, обеспечивающей практически весь объём выработки электроэнергии.

## История
Первые небольшие электростанции в Кабардино-Балкарии появились в начале XX века. В 1903 году была построена электростанция мощностью 664 кВт на железнодорожной станции в г. Прохладный, в 1910 году — первая электростанция в Нальчике (на лесоперерабатывающем заводе) мощностью 14 кВт. В 1925 году была построена Нальчикская ГЭС мощностью 60 кВт, в 1928 году — Куянская ГЭС мощностью 37 кВт и Акбашская ГЭС мощностью 295 кВт (по другим данным — 270 кВт), в 1929 году — тепловая электростанция в Нальчике мощностью 150 кВт. По состоянию на 1929 год общая мощность электростанций Кабардино-Балкарии составляла всего 715,9 кВт. В начале 1930-х годов была пущена электростанция мощностью 1100 кВт в Прохладном. Из всех этих станций на сегодняшний день, после ряда реконструкций, находится в эксплуатации Акбашская ГЭС.
Важным этапом становления энергетики Кабардино-Балкарии стало строительство по плану ГОЭЛРО Баксанской ГЭС мощностью 25 МВт, которая многие годы являлась крупнейшей электростанцией региона. Строительство станции было начато в 1930 году, первый гидроагрегат был пущен в 1936 году, последний, третий — в 1938 году. В ходе Великой Отечественной войны Баксанская ГЭС была дважды взорвана, сначала отступающими советскими войсками, затем немецкими войсками, но в 1944—1946 годах была восстановлена. Баксанская ГЭС до пуска в 1960 году Невинномысской ГРЭС являлась крупнейшей электростанцией не только Кабардино-Балкарской, но и тесно связанной с ней Ставропольской энергосистемы.
В 1964 году были созданы Кабардино-Балкарские электрические сети. В 1950—1970 годах велось активное электросетевое строительство, что позволило полностью электрифицировать республику, включая и сельские районы. Из генерирующих мощностей в эти годы были введены в эксплуатацию электростанции промышленных предприятий (блок-станции) в Нальчике и Нарткале, а также небольшая Мухольская ГЭС.
В 1987 году из состава «Ставропольэнерго» было выделено производственное объединение энергетики и электрификации «Каббалкэнерго». В 2000 году вводится в эксплуатацию МГЭС-3 мощностью 3,5 МВт. В 1994 году начинается строительство Нижне-Черекского каскада ГЭС, которое из-за экономических трудностей сильно затянулось; Аушигерская ГЭС мощностью 60 МВт была пущена в 2002 году, а крупнейшая в республике Кашхатау ГЭС мощностью 65,1 МВт — только в 2010 году. В 2011—2016 годах была построена третья ступень каскада, Зарагижская ГЭС мощностью 30,6 МВт. В 2020 году была введена в эксплуатацию Верхнебалкарская ГЭС мощностью 10 МВт. В 2024 году планируется ввод в эксплуатацию МГЭС Псыгансу мощностью 19,1 МВт.

## Генерация электроэнергии
По состоянию на ноябрь 2020 года, на территории Кабардино-Балкарии эксплуатировались 10 электростанций общей мощностью 220,1 МВт. В их числе восемь гидроэлектростанций — Баксанская ГЭС, Кашхатау ГЭС, Аушигерская ГЭС, Зарагижская ГЭС, Верхнебалкарская ГЭС, МГЭС-3, Акбашская ГЭС, Мухольская ГЭС и две тепловые электростанции промышленных предприятий, принадлежащие ОАО «Гидрометаллург» и ООО «Стандарт-Спирт». Особенность электроэнергетики региона — резкое превалирование гидрогенерации, на которую приходится 90 % установленной мощности электростанций, а также 99 % выработки электроэнергии (суммарная выработка тепловых электростанций по состоянию на 2019 год составляла лишь 3 млн кВт·ч). Все гидроэлектростанции Кабардино-Балкарии принадлежат ПАО «РусГидро» (Кабардино-Балкарский филиал).

### Баксанская ГЭС
Расположена в Баксанском районе в с. Атажукино, на реке Баксан. Одна из старейших гидроэлектростанций России, построена по плану ГОЭЛРО, эксплуатируется с 1936 года. В 2010—2012 годах полностью реконструирована с заменой гидроагрегатов. Установленная мощность станции — 27 МВт, фактическая выработка электроэнергии в 2019 году — 18,4 млн кВт·ч. В здании ГЭС установлены 3 гидроагрегата мощностью по 9 МВт.

### Кашхатау ГЭС
Расположена в Черекском районе вблизи п. Кашхатау, на реке Черек. Головная ступень Нижне-Черекского каскада ГЭС, крупнейшая электростанция Кабардино-Балкарии. Введена в эксплуатацию в 2010 году. Установленная мощность станции — 65,1 МВт, фактическая выработка электроэнергии в 2019 году — 154,6 млн кВт·ч. В здании ГЭС установлены 3 гидроагрегата мощностью по 21,7 МВт.

### Аушигерская ГЭС
Расположена в Черекском районе вблизи с. Зарагиж, на реке Черек. Средняя ступень Нижне-Черекского каскада ГЭС. Введена в эксплуатацию в 2002 году. Установленная мощность станции — 60 МВт, фактическая выработка электроэнергии в 2019 году — 149,5 млн кВт·ч. В здании ГЭС установлены 3 гидроагрегата мощностью по 20 МВт.

### Зарагижская ГЭС
Расположена в Черекском районе вблизи с. Зарагиж, на реке Черек. Нижняя ступень Нижне-Черекского каскада ГЭС. Введена в эксплуатацию в 2016 году. Установленная мощность станции — 30,6 МВт, фактическая выработка электроэнергии в 2019 году — 71,6 млн кВт·ч. В здании ГЭС установлены 3 гидроагрегата мощностью по 10,2 МВт.

### Верхнебалкарская ГЭС
Расположена в Черекском районе вблизи с. Верхняя Балкария, на реке Черек Балкарский. Одна из самых новых гидроэлектростанций России — введена в эксплуатацию в 2020 году. Установленная мощность станции — 10 МВт, проектная среднегодовая выработка электроэнергии — 61,4 млн кВт·ч. В здании ГЭС установлены 3 гидроагрегата мощностью по 3,3 МВт.

### МГЭС-3
Расположена в Баксанском районе у с. Псыхурей, на канале Баксан-Малка. Введена в эксплуатацию в 2000 году. Установленная мощность станции — 3 МВт, фактическая выработка электроэнергии в 2019 году — 10 млн кВт·ч. В здании ГЭС установлен один гидроагрегат.

### Акбашская ГЭС
Расположена в Терском районе у с. Верхний Акбаш, на канале Малка-Терек. Старейшая электростанция региона — введена в эксплуатацию в 1928 году, в 1995 году полностью реконструирована. Установленная мощность станции — 1 МВт, фактическая выработка электроэнергии в 2019 году — 2,2 млн кВт·ч. В здании ГЭС установлены два гидроагрегата мощностью по 0,5 МВт.

### Мухольская ГЭС
Расположена в Черекском районе в с. Верхняя Балкария, на реке Черек Балкарский. Введена в эксплуатацию в 1962 году, в 2011 году полностью реконструирована. Установленная мощность станции — 0,9 МВт, фактическая выработка электроэнергии в 2019 году — 2,8 млн кВт·ч. В здании ГЭС установлены два гидроагрегата мощностью по 0,45 МВт.

### Электростанции промышленных предприятий
На территории Кабардино-Балкарии имеются две работающие на природном газе тепловые электростанции, обеспечивающие энергоснабжение промышленных предприятий (блок-станции):
- ТЭЦ ОАО «Гидрометаллург» — расположена в г. Нальчик, обеспечивает энергоснабжение предприятия по производству вольфрамового ангидрида и молибденового концентрата. Паротурбинная теплоэлектроцентраль, введена в эксплуатацию в 1962 году. Установленная мощность 6 МВт, оборудование включает в себя один турбоагрегат.
- ТЭЦ ООО «Стандарт-Спирт» — расположена в г. Нарткала, обеспечивает энергоснабжение спиртзавода. Паротурбинная теплоэлектроцентраль, введена в эксплуатацию в 1956 году. Установленная мощность 12 МВт, оборудование включает в себя два турбоагрегата мощностью по 6 МВт.

## Потребление электроэнергии
Потребление электроэнергии в Кабардино-Балкарии (с учётом потребления на собственные нужды электростанций и потерь в сетях) в 2019 году составило 1676,9 млн кВт·ч, максимум нагрузки — 297 МВт. Таким образом, Кабардино-Балкария является энергодефицитным регионом по электроэнергии и мощности, дефицит восполняется перетоками из энергосистемы Ставропольского края. В структуре потребления электроэнергии в регионе лидирует потребление населением и сферой услуг — 25 %, потребление промышленностью составляет 18 %, значительную долю составляют потери в сетях — 25 %. Крупнейшие потребители электроэнергии (по итогам 2019 года): ООО «Гласс Технолоджис» — 13,7 млн кВт·ч, ЗАО «Эрпак» — 12,4 млн кВт·ч, ОАО «Гидрометаллург» — 6,6 млн кВт·ч. Функции гарантирующего поставщика электроэнергии выполняет АО «Каббалкэнерго».

## Электросетевой комплекс
Энергосистема Кабардино-Балкарии входит в ЕЭС России, являясь частью Объединённой энергосистемы Юга, находится в операционной зоне филиала АО «СО ЕЭС» — «Региональное диспетчерское управление энергосистем республик Северного Кавказа и Ставропольского края» (Северокавказское РДУ). Энергосистема региона связана с энергосистемами Ставропольского края по трём ВЛ 330 кВ, четырём ВЛ 110 кВ и четырём ВЛ 35 кВ, Северной Осетии по двум ВЛ 330 кВ, трём ВЛ 110 кВ и одной ВЛ 35 кВ.
Общая протяженность линий электропередачи напряжением 35—330 кВ составляет 1914,5 км, в том числе линий электропередачи напряжением 330 кВ — 610,2 км, 110 кВ — 841 км, 35 кВ — 463,3 км. Магистральные линии электропередачи напряжением 220—500 кВ эксплуатируются филиалом ПАО «ФСК ЕЭС» — «Северо-Кавказское ПМЭС», распределительные сети напряжением 110 кВ и ниже — филиалом ПАО «Россети Северный Кавказ» — «Каббалкэнерго» (в основном) и территориальными сетевыми организациями.